# H2O (együttes)
A H2O amerikai hardcore punk/punk rock/melodikus hardcore/pop punk együttes. 

## Története
Az együttest Toby Morse, a Sick of It All roadie-ja alapította 1994-ben, Manhattanben, Rusty Pistachio és Eric Rice közreműködésével. A zenekar tagja volt még testvére, Todd Morse és Todd Friend is, akik korábban az "Outcrowd" nevű együttes tagjai voltak. Ez az együttes három albumot adott ki. A H2O első nagylemeze 1996-ban jelent meg.

## Tagok
- Toby Morse – ének (1994–)
- Rusty Pistachio – gitár, vokál(1994–)
- Todd Friend – dob (1995–)
- Adam Blake – basszusgitár (1996–)

### Korábbi tagok
- Todd Morse – ritmusgitár, vokál(1995–2015)

- Max Capshaw – dob (1995)
- Shaw Smith – gitár (1997–1999)
- Eric Rice – basszusgitár (1995–1996)
- Colin McGinnis – ritmusgitár (2015–2018)

## Diszkográfia
- H2O (1996)
- Thicker Than Water (1997)
- F.T.T.W. (1999)
- Go (2001)
- Nothing to Prove (2008)
- Don't Forget Your Roots (2011)
- Use Your Voice  (2015)